# Scherma ai Giochi della XIV Olimpiade - Spada a squadre maschile
La competizione della spada a squadre maschile  di scherma ai Giochi della XIV Olimpiade si tenne i giorni 5 e 6 agosto 1948 presso il Palace of Engineering Wembley.

## Risultati

### 1º Turno
Si è disputato il 5 agosto. Sette gruppi, le prime due squadre classificate accedevano ai quarti di finale.

#### Gruppo 1
Classifica
| Pos. | Nazione   | Vittorie | VI | SI | Incontri             | Incontri           | Incontri        | Incontri |
| Pos. | Nazione   | Vittorie | VI | SI | Argentina (bandiera) | Polonia (bandiera) | Cuba (bandiera) |          |
| ---- | --------- | -------- | -- | -- | -------------------- | ------------------ | --------------- | -------- |
| 1    | Argentina | 2        | 19 | 11 | X                    | 10-6               | 9-5             |          |
| 2    | Polonia   | 1        | 14 | 16 | 6-10                 | X                  | 8-6             |          |
| 3    | Cuba      | 0        | 11 | 17 | 5-9                  | 6-8                | X               |          |

Incontri
| Atleti (Vittorie individuali)                                              | Nazione              | VT | VT | Nazione            | Atleti (Vittorie individuali)                                                              |
| -------------------------------------------------------------------------- | -------------------- | -- | -- | ------------------ | ------------------------------------------------------------------------------------------ |
| Vito Simonetti (3), Antonio Villamil (4) Raúl Saucedo (1), Floro Díaz (2)  | Argentina (bandiera) | 10 | 6  | Polonia (bandiera) | Antoni Sobik (3), Rajmund Karwicki (0) Jan Nawrocki (2), Teodor Zaczyk (1)                 |
| Antoni Sobik (4), Rajmund Karwicki (0) Jan Nawrocki (2), Teodor Zaczyk (2) | Polonia (bandiera)   | 8  | 6  | Cuba (bandiera)    | Roberto Mañalich (2), Carlos Lamar (3) Armando Barrientos (0), João António de Menezes (1) |
| Jorge Balza (3), Floro Díaz (1) Vito Simonetti (2), Raúl Saucedo (3)       | Argentina (bandiera) | 9  | 5  | Cuba (bandiera)    | Roberto Mañalich (3), Carlos Lamar (0) Armando Barrientos (0), João António de Menezes (2) |

#### Gruppo 2
Classifica
| Pos. | Nazione   | Vittorie | VI | SI | Incontri          | Incontri             | Incontri           | Incontri          |
| Pos. | Nazione   | Vittorie | VI | SI | Belgio (bandiera) | Danimarca (bandiera) | Messico (bandiera) | Canada (bandiera) |
| ---- | --------- | -------- | -- | -- | ----------------- | -------------------- | ------------------ | ----------------- |
| 1    | Belgio    | 2        | 22 | 7  | X                 | ND                   | 10-6               | 12-1              |
| 1    | Danimarca | 2        | 22 | 4  | ND                | X                    | 9-2                | 13-2              |
| 3    | Messico   | 0        | 8  | 19 | 6-10              | 2-9                  | X                  | ND                |
| 3    | Canada    | 0        | 3  | 25 | 1-12              | 2-13                 | ND                 | X                 |

Incontri
| Atleti (Vittorie individuali)                                                    | Nazione              | VT | VT | Nazione            | Atleti (Vittorie individuali)                                               |
| -------------------------------------------------------------------------------- | -------------------- | -- | -- | ------------------ | --------------------------------------------------------------------------- |
| Raymond Stasse (3), Léopold Hauben (2) Raymond Bru (2), Jean-Marie Radoux (3)    | Belgio (bandiera)    | 10 | 6  | Messico (bandiera) | Emilio Meraz (1), Francisco Valero (1) Benito Ramos (2), Antonio Haro (2)   |
| Mogens Lüchow (3), Erik Andersen (3) Ib Nielsen (3), René Dybkær (4)             | Danimarca (bandiera) | 13 | 2  | Canada (bandiera)  | Alf Horn (1), Georges Pouliot (0) Robert Desjarlais (1), Roland Asselin (0) |
| Raoul Henkaert (2), Raymond Stasse (3) Jean-Marie Radoux (3), Charles Debeur (4) | Belgio (bandiera)    | 12 | 1  | Canada (bandiera)  | Robert Desjarlais (0), Alf Horn (0) Roland Asselin (1), Georges Pouliot (0) |
| Mogens Lüchow (3), Erik Andersen (2) René Dybkær (2), Ib Nielsen (2)             | Danimarca (bandiera) | 9  | 2  | Messico (bandiera) | Emilio Meraz (0), Francisco Valero (0) Benito Ramos (1), Antonio Haro (1)   |

#### Gruppo 3
Classifica
| Pos. | Nazione     | Vittorie | VI | SI | Incontri               | Incontri               | Incontri             | Incontri |
| Pos. | Nazione     | Vittorie | VI | SI | Stati Uniti (bandiera) | Lussemburgo (bandiera) | Finlandia (bandiera) |          |
| ---- | ----------- | -------- | -- | -- | ---------------------- | ---------------------- | -------------------- | -------- |
| 1    | Stati Uniti | 1        | 9  | 5  | X                      | ND                     | 9-5                  |          |
| 1    | Lussemburgo | 1        | 8  | 6  | ND                     | X                      | 8-6                  |          |
| 3    | Finlandia   | 0        | 11 | 17 | 5-9                    | 6-8                    | X                    |          |

Incontri
| Atleti (Vittorie individuali)                                                | Nazione                | VT | VT | Nazione              | Atleti (Vittorie individuali)                                              |
| ---------------------------------------------------------------------------- | ---------------------- | -- | -- | -------------------- | -------------------------------------------------------------------------- |
| Norman Lewis (1), Andrew Boyd (3) Joe de Capriles (2), Donald Thompson (3)   | Stati Uniti (bandiera) | 9  | 5  | Finlandia (bandiera) | Nils Sjöblom (2), Olavi Larkas (0) Erkki Kerttula (2), Ilmari Vartia (1)   |
| Jean-Fernand Leischen (1), Paul Anen (4) Émile Gretsch (1), Gust Lamesch (2) | Lussemburgo (bandiera) | 8  | 6  | Finlandia (bandiera) | Nils Sjöblom (0), Kauko Jalkanen (3) Erkki Kerttula (1), Ilmari Vartia (2) |

#### Gruppo 4
Classifica
| Pos. | Nazione  | Nota          |
| ---- | -------- | ------------- |
| 1    | Francia  |               |
| 1    | Norvegia |               |
| -    | Cuba     | Non partecipa |

#### Gruppo 5
Classifica
| Pos. | Nazione       | Vittorie | VI | SI | Incontri          | Incontri                 | Incontri           | Incontri |
| Pos. | Nazione       | Vittorie | VI | SI | Italia (bandiera) | Gran Bretagna (bandiera) | Brasile (bandiera) |          |
| ---- | ------------- | -------- | -- | -- | ----------------- | ------------------------ | ------------------ | -------- |
| 1    | Italia        | 1        | 14 | 2  | X                 | ND                       | 14-2               |          |
| 1    | Gran Bretagna | 1        | 8  | 6  | ND                | X                        | 8-6                |          |
| 3    | Brasile       | 0        | 8  | 22 | 2-14              | 6-8                      | X                  |          |

Incontri
| Atleti (Vittorie individuali)                                                                | Nazione                  | VT | VT | Nazione            | Atleti (Vittorie individuali)                                                                  |
| -------------------------------------------------------------------------------------------- | ------------------------ | -- | -- | ------------------ | ---------------------------------------------------------------------------------------------- |
| Luigi Cantone (4), Marco Antonio Mandruzzato (4) Carlo Agostoni (4), Edoardo Mangiarotti (2) | Italia (bandiera)        | 14 | 2  | Brasile (bandiera) | Mario Biancalana (1), Fortunato de Barros (0) Henrique de Aguilar (1), Walter de Paula (0)     |
| Charles de Beaumont (3), Terry Beddard (2) Ronald Parfitt (2), Bert Pelling (1)              | Gran Bretagna (bandiera) | 8  | 6  | Brasile (bandiera) | Mario Biancalana (1), Fortunato de Barros (1) Henrique de Aguilar (2), Salvatore Scianamea (2) |

#### Gruppo 6
Classifica
| Pos. | Nazione    | Vittorie | VI | SI | Incontri          | Incontri            | Incontri              | Incontri |
| Pos. | Nazione    | Vittorie | VI | SI | Egitto (bandiera) | Svizzera (bandiera) | Portogallo (bandiera) |          |
| ---- | ---------- | -------- | -- | -- | ----------------- | ------------------- | --------------------- | -------- |
| 1    | Egitto     | 1        | 10 | 5  | X                 | ND                  | 10-5                  |          |
| 1    | Svizzera   | 1        | 8  | 6  | ND                | X                   | 8-6                   |          |
| 3    | Portogallo | 0        | 11 | 18 | 5-10              | 6-8                 | X                     |          |

Incontri
| Atleti (Vittorie individuali)                                                     | Nazione             | VT | VT | Nazione               | Atleti (Vittorie individuali)                                        |
| --------------------------------------------------------------------------------- | ------------------- | -- | -- | --------------------- | -------------------------------------------------------------------- |
| Salah Dessouki (4), Jean Asfar (2) Mahmoud Younes (2), Fathallah Abdel Rahman (2) | Egitto (bandiera)   | 10 | 5  | Portogallo (bandiera) | Manuel Chagas (1), José Castro (1) Emílio Lino (1), Álvaro Pinto (2) |
| Fernand Thiébaud (1), Robert Lips (3) Jean Hauert (2), Oswald Zappelli (2)        | Svizzera (bandiera) | 8  | 6  | Portogallo (bandiera) | João Costa (2), Emílio Lino (1) Carlos Dias (2), Álvaro Pinto (1)    |

#### Gruppo 7
Classifica
| Pos. | Nazione  | Vittorie | VI | SI | Incontri          | Incontri            | Incontri          | Incontri |
| Pos. | Nazione  | Vittorie | VI | SI | Svezia (bandiera) | Ungheria (bandiera) | Grecia (bandiera) |          |
| ---- | -------- | -------- | -- | -- | ----------------- | ------------------- | ----------------- | -------- |
| 1    | Svezia   | 1        | 16 | 0  | X                 | ND                  | 16-0              |          |
| 1    | Ungheria | 1        | 9  | 1  | ND                | X                   | 9-1               |          |
| 3    | Grecia   | 0        | 1  | 25 | 0-16              | 1-9                 | X                 |          |

Incontri
| Atleti (Vittorie individuali)                                               | Nazione             | VT | VT | Nazione           | Atleti (Vittorie individuali)                                                                    |
| --------------------------------------------------------------------------- | ------------------- | -- | -- | ----------------- | ------------------------------------------------------------------------------------------------ |
| Frank Cervell (4), Carl Forssell (4) Bengt Ljungquist (4), Sven Thofelt (4) | Svezia (bandiera)   | 16 | 0  | Grecia (bandiera) | Athanasios Nanopoulos (0), Andreas Skotidas (0) Stefanos Zintzos (0), Konstantinos Bembis (0)    |
| Imre Hennyei (3), Pál Dunay (3) Béla Rerrich (2), Béla Mikla (1)            | Ungheria (bandiera) | 9  | 1  | Grecia (bandiera) | Athanasios Nanopoulos (1), Andreas Skotidas (0) Ioannis Karamazakis (0), Konstantinos Bembis (0) |

### Quarti di finale
Si sono disputati il 6 agosto. Quattro gruppi, le prime due squadre classificate accedevano ai quarti di finale.

#### Gruppo 1
Classifica
| Pos. | Nazione  | Vittorie | VI | SI | Incontri          | Incontri            | Incontri            | Incontri           |
| Pos. | Nazione  | Vittorie | VI | SI | Italia (bandiera) | Ungheria (bandiera) | Norvegia (bandiera) | Polonia (bandiera) |
| ---- | -------- | -------- | -- | -- | ----------------- | ------------------- | ------------------- | ------------------ |
| 1    | Italia   | 2        | 26 | 3  | X                 | ND                  | 12-2                | 14-1               |
| 1    | Ungheria | 2        | 17 | 13 | ND                | X                   | 7-7                 | 10-6               |
| 3    | Norvegia | 0        | 9  | 19 | 2-12              | 7-7                 | X                   | ND                 |
| 3    | Polonia  | 0        | 7  | 24 | 1-14              | 6-10                | ND                  | X                  |

Incontri
| Atleti (Vittorie individuali)                                                             | Nazione             | VT     | VT     | Nazione             | Atleti (Vittorie individuali)                                                  |
| ----------------------------------------------------------------------------------------- | ------------------- | ------ | ------ | ------------------- | ------------------------------------------------------------------------------ |
| Fiorenzo Marini (3), Dario Mangiarotti (4) Edoardo Mangiarotti (4), Marco Mandruzzato (3) | Italia (bandiera)   | 14     | 1      | Polonia (bandiera)  | Antoni Sobik (0), Rajmund Karwicki (1) Jan Nawrocki (0), Boleslaw Banas (0)    |
| Imre Hennyei (2), Pál Dunay (3) Béla Rerrich (2), Béla Mikla (0)                          | Ungheria (bandiera) | 7 (35) | 7 (34) | Norvegia (bandiera) | Egill Knutzen (2), Johan von Koss (2) Alfred Eriksen (3), Sverre Gillebo (0)   |
| Luigi Cantone (2), Carlo Agostoni (3) Dario Mangiarotti (3), Edoardo Mangiarotti (4)      | Italia (bandiera)   | 12     | 2      | Norvegia (bandiera) | Johan von Koss (0), Egill Knutzen (2) Alfred Eriksen (0), Claus Mørch Sr. (0)  |
| Imre Hennyei (3), Lajos Balthazár (1) Béla Rerrich (2), Pál Dunay (4)                     | Ungheria (bandiera) | 10     | 6      | Polonia (bandiera)  | Antoni Sobik (2), Rajmund Karwicki (2) Rajmund Karwicki (0), Teodor Zaczyk (2) |

#### Gruppo 2
Classifica
| Pos. | Nazione       | Vittorie | VI | SI | Incontri           | Incontri             | Incontri          | Incontri                 |
| Pos. | Nazione       | Vittorie | VI | SI | Francia (bandiera) | Danimarca (bandiera) | Egitto (bandiera) | Gran Bretagna (bandiera) |
| ---- | ------------- | -------- | -- | -- | ------------------ | -------------------- | ----------------- | ------------------------ |
| 1    | Francia       | 3        | 32 | 12 | X                  | 12-4                 | 8-5               | 12-3                     |
| 2    | Danimarca     | 2        | 20 | 22 | 4-12               | X                    | 8-6               | 8-4                      |
| 3    | Egitto        | 1        | 22 | 21 | 5-8                | 6-8                  | X                 | 11-5                     |
| 4    | Gran Bretagna | 0        | 12 | 31 | 3-12               | 4-8                  | 5-11              | X                        |

Incontri
| Atleti (Vittorie individuali)                                                     | Nazione              | VT | VT | Nazione                  | Atleti (Vittorie individuali)                                                         |
| --------------------------------------------------------------------------------- | -------------------- | -- | -- | ------------------------ | ------------------------------------------------------------------------------------- |
| Maurice Huet (4), Michel Pécheux (4) Marcel Desprets (3), Édouard Artigas (1)     | Francia (bandiera)   | 12 | 4  | Danimarca (bandiera)     | Jakob Lyng (1), Mogens Lüchow (1) Kenneth Flindt (1), Ib Nielsen (1)                  |
| Salah Dessouki (2), Jean Asfar (4) Mahmoud Younes (2), Fathallah Abdel Rahman (3) | Egitto (bandiera)    | 11 | 5  | Gran Bretagna (bandiera) | Charles de Beaumont (1), Terry Beddard (1) Archibald Craig (2), Ronald Parfitt (1)    |
| Maurice Huet (2), Henri Guérin (4) Michel Pécheux (3), Henri Lepage (3)           | Francia (bandiera)   | 12 | 3  | Gran Bretagna (bandiera) | Charles de Beaumont (0), Archibald Craig (0) Ronald Parfitt (1), Michael McCready (2) |
| Ib Nielsen (1), Erik Andersen (3) Kenneth Flindt (1), René Dybkær (3)             | Danimarca (bandiera) | 8  | 6  | Egitto (bandiera)        | Osman Abdel Hafeez (2), Mahmoud Younes (2) Jean Asfar (0), Fathallah Abdel Rahman (2) |
| Maurice Huet (1), Henri Guérin (3) Henri Lepage (3), Édouard Artigas (1)          | Francia (bandiera)   | 8  | 5  | Egitto (bandiera)        | Osman Abdel Hafeez (0), Mahmoud Younes (2) Jean Asfar (1), Fathallah Abdel Rahman (2) |
| Mogens Lüchow (2), Jakob Lyng (2) René Dybkær (1), Erik Andersen (3)              | Danimarca (bandiera) | 8  | 4  | Gran Bretagna (bandiera) | Charles de Beaumont (1), Archibald Craig (1) Ronald Parfitt (1), Michael McCready (1) |

#### Gruppo 3
Classifica
| Pos. | Nazione   | Vittorie | VI | SI | Incontri            | Incontri          | Incontri             | Incontri |
| Pos. | Nazione   | Vittorie | VI | SI | Svizzera (bandiera) | Svezia (bandiera) | Argentina (bandiera) |          |
| ---- | --------- | -------- | -- | -- | ------------------- | ----------------- | -------------------- | -------- |
| 1    | Svizzera  | 1        | 11 | 3  | X                   | ND                | 11-3                 |          |
| 1    | Svezia    | 1        | 9  | 3  | ND                  | X                 | 9-3                  |          |
| 3    | Argentina | 0        | 6  | 20 | 3-11                | 3-9               | X                    |          |

Incontri
| Atleti (Vittorie individuali)                                               | Nazione             | VT | VT | Nazione              | Atleti (Vittorie individuali)                                                       |
| --------------------------------------------------------------------------- | ------------------- | -- | -- | -------------------- | ----------------------------------------------------------------------------------- |
| Otto Rüfenacht (3), Robert Lips (3) Oswald Zappelli (2), Marc Chamay (3)    | Svizzera (bandiera) | 11 | 3  | Argentina (bandiera) | Adolfo Guido Lavalle (0), Vito Simonetti (1) Antonio Villamil (1), Raúl Saucedo (1) |
| Frank Cervell (1), Carl Forssell (3) Bengt Ljungquist (3), Sven Thofelt (2) | Svezia (bandiera)   | 9  | 3  | Argentina (bandiera) | Vito Simonetti (1), Antonio Villamil (0) Floro Díaz (1), Jorge Balza (1)            |

#### Gruppo 4
Classifica
| Pos. | Nazione     | Vittorie | VI | SI | Incontri          | Incontri               | Incontri               | Incontri |
| Pos. | Nazione     | Vittorie | VI | SI | Belgio (bandiera) | Lussemburgo (bandiera) | Stati Uniti (bandiera) |          |
| ---- | ----------- | -------- | -- | -- | ----------------- | ---------------------- | ---------------------- | -------- |
| 1    | Belgio      | 1        | 9  | 5  | X                 | ND                     | 9-5                    |          |
| 1    | Lussemburgo | 1        | 8  | 6  | ND                | X                      | 8-6                    |          |
| 3    | Stati Uniti | 0        | 11 | 17 | 5-9               | 6-8                    | X                      |          |

Incontri
| Atleti (Vittorie individuali)                                                 | Nazione                | VT | VT | Nazione                | Atleti (Vittorie individuali)                                               |
| ----------------------------------------------------------------------------- | ---------------------- | -- | -- | ---------------------- | --------------------------------------------------------------------------- |
| Jean-Fernand Leischen (1), Paul Anen (1) Gust Lamesch (3), Émile Gretsch (3)  | Lussemburgo (bandiera) | 8  | 6  | Stati Uniti (bandiera) | Andrew Boyd (1), Albert Wolff (3) Joe de Capriles (1), Ralph Goldstein (1)  |
| Raoul Henkaert (3), Raymond Bru (0) Jean-Marie Radoux (2), Charles Debeur (4) | Belgio (bandiera)      | 9  | 5  | Stati Uniti (bandiera) | Norman Lewis (2), Albert Wolff (2) Donald Thompson (0), Joe de Capriles (1) |

### Semifinali
Si sono disputate il 6 agosto. Due gruppi, le prime due squadre classificate accedevano ai quarti di finale.

#### Gruppo 1
Classifica
| Pos. | Nazione   | Vittorie | VI | SI | Incontri           | Incontri             | Incontri          | Incontri            |
| Pos. | Nazione   | Vittorie | VI | SI | Francia (bandiera) | Danimarca (bandiera) | Belgio (bandiera) | Svizzera (bandiera) |
| ---- | --------- | -------- | -- | -- | ------------------ | -------------------- | ----------------- | ------------------- |
| 1    | Francia   | 2        | 24 | 18 | X                  | 7-5                  | 5-10              | 12-3                |
| 1    | Danimarca | 2        | 24 | 16 | 5-7                | X                    | 7-6               | 12-3                |
| 3    | Belgio    | 1        | 23 | 19 | 10-5               | 6-7                  | X                 | 7-7                 |
| 3    | Svizzera  | 1        | 13 | 31 | 3-12               | 3-12                 | 7-7               | X                   |

Incontri
| Atleti (Vittorie individuali)                                                 | Nazione              | VT     | VT     | Nazione              | Atleti (Vittorie individuali)                                                    |
| ----------------------------------------------------------------------------- | -------------------- | ------ | ------ | -------------------- | -------------------------------------------------------------------------------- |
| Ib Nielsen (3), Mogens Lüchow (1) Erik Andersen (1), René Dybkær (2)          | Danimarca (bandiera) | 7      | 6      | Belgio (bandiera)    | Charles Debeur (3), Raoul Henkaert (0) Raymond Stasse (0), Jean-Marie Radoux (3) |
| Henri Guérin (3), Édouard Artigas (3) Marcel Desprets (2), Michel Pécheux (4) | Francia (bandiera)   | 12     | 3      | Svizzera (bandiera)  | Fernand Thiébaud (0), Jean Hauert (1) Oswald Zappelli (1), Robert Lips (1)       |
| Léopold Hauben (3), Raymond Bru (3) Jean-Marie Radoux (2), Charles Debeur (2) | Belgio (bandiera)    | 10     | 5      | Francia (bandiera)   | Henri Lepage (0), Maurice Huet (3) Marcel Desprets (0), Michel Pécheux (2)       |
| Ib Nielsen (3), Mogens Lüchow (4) Erik Andersen (2), René Dybkær (3)          | Danimarca (bandiera) | 12     | 3      | Svizzera (bandiera)  | Jean Hauert (0), Robert Lips (1) Marc Chamay (2), Otto Rüfenacht (0)             |
| Otto Rüfenacht (3), Jean Hauert (1) Marc Chamay (2), Oswald Zappelli (1)      | Svizzera (bandiera)  | 7 (39) | 7 (33) | Belgio (bandiera)    | Charles Debeur (2), Léopold Hauben (1) Raymond Bru (2), Jean-Marie Radoux (2)    |
| Henri Guérin (4), Maurice Huet (1) Marcel Desprets (1), Michel Pécheux (1)    | Francia (bandiera)   | 7      | 5      | Danimarca (bandiera) | Mogens Lüchow (1), Ib Nielsen (2) Erik Andersen (2), René Dybkær (0)             |

#### Gruppo 2
Classifica
| Pos. | Nazione     | Vittorie | VI | SI | Incontri          | Incontri          | Incontri               | Incontri            |
| Pos. | Nazione     | Vittorie | VI | SI | Svezia (bandiera) | Italia (bandiera) | Lussemburgo (bandiera) | Ungheria (bandiera) |
| ---- | ----------- | -------- | -- | -- | ----------------- | ----------------- | ---------------------- | ------------------- |
| 1    | Svezia      | 2        | 26 | 3  | X                 | ND                | 11-3                   | 15-0                |
| 1    | Italia      | 2        | 19 | 5  | ND                | X                 | 11-4                   | 8-1                 |
| 3    | Lussemburgo | 0        | 7  | 22 | 3-11              | 4-11              | X                      | ND                  |
| 3    | Ungheria    | 0        | 1  | 23 | 0-15              | 1-8               | ND                     | X                   |

Incontri
| Atleti (Vittorie individuali)                                                               | Nazione           | VT | VT | Nazione                | Atleti (Vittorie individuali)                                                |
| ------------------------------------------------------------------------------------------- | ----------------- | -- | -- | ---------------------- | ---------------------------------------------------------------------------- |
| Frank Cervell (3), Bengt Ljungquist (4) Sven Thofelt (4), Carl Forssell (4)                 | Svezia (bandiera) | 15 | 0  | Ungheria (bandiera)    | Béla Mikla (0), Imre Hennyei (0) Béla Rerrich (0), Pál Dunay (0)             |
| Fiorenzo Marini (2), Carlo Agostoni (3) Edoardo Mangiarotti (3), Dario Mangiarotti (3)      | Italia (bandiera) | 11 | 4  | Lussemburgo (bandiera) | Erny Putz (0), Jean-Fernand Leischen (1) Gust Lamesch (1), Émile Gretsch (2) |
| Carl Forssell (2), Per Carleson (3) Bengt Ljungquist (2), Sven Thofelt (4)                  | Svezia (bandiera) | 11 | 3  | Lussemburgo (bandiera) | Gust Lamesch (1), Jean-Fernand Leischen (1) Erny Putz (1), Émile Gretsch (0) |
| Luigi Cantone (2), Marco Antonio Mandruzzato (2) Fiorenzo Marini (2), Dario Mangiarotti (2) | Italia (bandiera) | 8  | 1  | Ungheria (bandiera)    | Imre Hennyei (0), Béla Bay (0) Béla Mikla (1), Béla Rerrich (0)              |

### Finale
Si è disputata il 6 agosto.
Classifica
| Pos.    | Nazione   | Vittorie | VI | SI | Incontri           | Incontri          | Incontri          | Incontri             |
| Pos.    | Nazione   | Vittorie | VI | SI | Francia (bandiera) | Italia (bandiera) | Svezia (bandiera) | Danimarca (bandiera) |
| ------- | --------- | -------- | -- | -- | ------------------ | ----------------- | ----------------- | -------------------- |
| Oro     | Francia   | 3        | 31 | 10 | X                  | 11-5              | 11-4              | 9-1                  |
| Argento | Italia    | 2        | 25 | 21 | 5-11               | X                 | 8-6               | 12-4                 |
| Bronzo  | Svezia    | 1        | 18 | 26 | 4-11               | 6-8               | X                 | 8-7                  |
| 3       | Danimarca | 0        | 12 | 29 | 1-9                | 4-12              | 7-8               | X                    |

Incontri
| Atleti (Vittorie individuali)                                                                   | Nazione            | VT | VT | Nazione              | Atleti (Vittorie individuali)                                                          |
| ----------------------------------------------------------------------------------------------- | ------------------ | -- | -- | -------------------- | -------------------------------------------------------------------------------------- |
| Henri Guérin (1), Henri Lepage (3) Michel Pécheux (4), Marcel Desprets (3)                      | Francia (bandiera) | 11 | 4  | Svezia (bandiera)    | Frank Cervell (1), Carl Forssell (1) Bengt Ljungquist (1), Sven Thofelt (1)            |
| Luigi Cantone (2), Marco Antonio Mandruzzato (2) Dario Mangiarotti (4), Edoardo Mangiarotti (4) | Italia (bandiera)  | 12 | 4  | Danimarca (bandiera) | Mogens Lüchow (2), Erik Andersen (1) Ib Nielsen (1), René Dybkær (0)                   |
| Carl Forssell (4), Arne Tollbom (2) Bengt Ljungquist (2), Sven Thofelt (0)                      | Svezia (bandiera)  | 8  | 7  | Danimarca (bandiera) | Ib Nielsen (2), Mogens Lüchow (2) Kenneth Flindt (1), Erik Andersen (2)                |
| Henri Guérin (2), Henri Lepage (3) Marcel Desprets (2), Michel Pécheux (4)                      | Francia (bandiera) | 11 | 5  | Italia (bandiera)    | Dario Mangiarotti (2), Edoardo Mangiarotti (2) Carlo Agostoni (1), Fiorenzo Marini (0) |
| Henri Guérin (2), Henri Lepage (2) Michel Pécheux (3), Marcel Desprets (2)                      | Francia (bandiera) | 9  | 1  | Danimarca (bandiera) | Mogens Lüchow (0), Jakob Lyng (0) Kenneth Flindt (1), Erik Andersen (0)                |
| Carlo Agostoni (2), Marco Antonio Mandruzzato (1) Edoardo Mangiarotti (3), Fiorenzo Marini (2)  | Italia (bandiera)  | 8  | 6  | Svezia (bandiera)    | Frank Cervell (3), Bengt Ljungquist (2) Sven Thofelt (1), Carl Forssell (0)            |